# Мюре, Томас
То́мас Ха́ральд Мю́ре (норв. Thomas Harald Myhre; род. 16 октября 1973, Сарпсборг) — норвежский футбольный вратарь и тренер. Выступал за сборную Норвегии, участник чемпионата мира 1998 и чемпионата Европы 2000.

## Биография

### Клубная карьера
Мюре начал свою карьеру в «Моссе», затем в 1993 году перешёл в «Викинг». Вскоре молодой вратарь стал играть в основе не только своего клуба, но и молодёжной сборной Норвегии. Сезон 1996 Мюре пропустил из-за травмы, а в 1997 перебрался в английский «Эвертон».
В «Эвертоне» Мюре стал голкипером номер один, вытеснив из основы Невилла Саутолла и Пола Джеррарда. Но в 1999 году из-за финансовых проблем клуба Мюре стал ездить по арендам в разные клубы Англии, в Шотландию и Данию. В 2001 году он перешёл в турецкий «Бешикташ», но после одного сезона уехал обратно в Англию. В июле 2002 года Мюре стал игроком клуба «Сандерленд», но там он вынужден был сидеть в запасе за вратарём Томасом Сёренсеном, поэтому снова был отдан в аренду. После ухода Сёренсена он провёл сезон 2004/05 в основе «Сандерленда», сыграв 31 матч, как итог клуб сохранил прописку в английской Премьер-лиге.
В июне 2005 года контракт с «Сандерлендом» истёк. 21 июля 2005 года Мюре перешёл в «Фредрикстад» в качестве свободного агента. Но 8 августа 2005 года он подписал двухлетний контракт с «Чарльтон Атлетик», так как руководство этого клуба искало замену травмированному Дину Кили. В сезоне 2006/07 Мюре являлся вторым голкипером, а место в основе получил арендованный Скотт Карсон.
В 2007 году Мюре вернулся в свой прежний клуб «Викинг». Он не смог сыграть много матчей, потому что из-за продолжительной травмы пропустил почти весь сезон 2008. В феврале 2010 года клуб разорвал с ним контракт. С 5 марта 2010 Мюре стал игроком клуба «Конгсвингер».

### Карьера в сборной
В составе молодёжной сборной Мюре провёл 27 встреч. Дебют Мюре в составе основной сборной Норвегии состоялся 22 апреля 1998 года в Копенгагене против команды Дании. Он отстоял матч на «ноль», а команда Норвегии выиграла со счётом 2:0. Мюре был выбран на чемпионат мира 1998 года в качестве запасного вратаря (первым номером оставался Фруде Грудос). На чемпионате Европы 2000 года он уже провёл три матча: с Испанией и Словенией, где Мюре не пропустил голов, и против Югославии, в котором он пропустил гол от Саво Милошевича. В отборочном турнире к Евро-2004 Мюре сыграл только один матч: помешала травма. На отборочном этапе к чемпионату мира 2006 года он отыграл 11 матчей из 12, но сборная Норвегии не квалифицировалась в финальную стадию, проиграв стыковые матчи. После неудачного матча со сборной Турции в рамках отбора к Евро-2008 Мюре принял решение завершить карьеру в сборной страны.

## Статистика

### Матчи Мюре за сборную Норвегии
| Матчи Мюре за сборную Норвегии | Матчи Мюре за сборную Норвегии | Матчи Мюре за сборную Норвегии | Матчи Мюре за сборную Норвегии | Матчи Мюре за сборную Норвегии | Матчи Мюре за сборную Норвегии |
| ------------------------------ | ------------------------------ | ------------------------------ | ------------------------------ | ------------------------------ | ------------------------------ |
| №                              | Дата                           | Соперник                       | Счёт                           | Пропущено голов                | Соревнование                   |
| 1                              | 22 апреля 1998                 | Дания                          | 2:0                            | —                              | Товарищеский матч              |
| 2                              | 18 ноября 1998                 | Египет                         | 1:1                            | —                              | Товарищеский матч              |
| 3                              | 10 февраля 1999                | Италия                         | 0:0                            | —                              | Товарищеский матч              |
| 4                              | 27 марта 1999                  | Греция                         | 2:0                            | —                              | Чемпионат Европы 2000 (отбор)  |
| 5                              | 28 апреля 1999                 | Грузия                         | 4:1                            | 1                              | Чемпионат Европы 2000 (отбор)  |
| 6                              | 20 мая 1999                    | Ямайка                         | 6:0                            | —                              | Товарищеский матч              |
| 7                              | 29 марта 2000                  | Швейцария                      | 2:2                            | 2                              | Товарищеский матч              |
| 8                              | 26 апреля 2000                 | Бельгия                        | 0:2                            | 2                              | Товарищеский матч              |
| 9                              | 27 мая 2000                    | Словакия                       | 2:0                            | —                              | Товарищеский матч              |
| 10                             | 3 июня 2000                    | Италия                         | 1:0                            | —                              | Товарищеский матч              |
| 11                             | 13 июня 2000                   | Испания                        | 1:0                            | —                              | Чемпионат Европы 2000          |
| 12                             | 18 июня 2000                   | Югославия                      | 0:1                            | 1                              | Чемпионат Европы 2000          |
| 13                             | 21 июня 2000                   | Словения                       | 0:0                            | —                              | Чемпионат Европы 2000          |
| 14                             | 28 февраля 2001                | Северная Ирландия              | 4:0                            | —                              | Товарищеский матч              |
| 15                             | 24 марта 2001                  | Польша                         | 2:3                            | 3                              | Чемпионат мира 2002 (отбор)    |
| 16                             | 28 марта 2001                  | Беларусь                       | 1:2                            | 2                              | Чемпионат мира 2002 (отбор)    |
| 17                             | 25 апреля 2001                 | Болгария                       | 2:1                            | 1                              | Товарищеский матч              |
| 18                             | 2 июня 2001                    | Украина                        | 0:0                            | —                              | Чемпионат мира 2002 (отбор)    |
| 19                             | 6 июня 2001                    | Беларусь                       | 1:1                            | 1                              | Чемпионат мира 2002 (отбор)    |
| 20                             | 15 августа 2001                | Турция                         | 1:1                            | 1                              | Товарищеский матч              |
| 21                             | 1 сентября 2001                | Польша                         | 0:3                            | 3                              | Чемпионат мира 2002 (отбор)    |
| 22                             | 5 сентября 2001                | Уэльс                          | 3:2                            | 2                              | Чемпионат мира 2002 (отбор)    |
| 23                             | 6 октября 2001                 | Армения                        | 4:1                            | 1                              | Чемпионат мира 2002 (отбор)    |
| 24                             | 13 февраля 2002                | Бельгия                        | 0:1                            | 1                              | Товарищеский матч              |
| 25                             | 27 марта 2002                  | Тунис                          | 0:0                            | —                              | Товарищеский матч              |
| 26                             | 17 апреля 2002                 | Швеция                         | 0:0                            | —                              | Товарищеский матч              |
| 27                             | 14 мая 2002                    | Япония                         | 3:0                            | —                              | Товарищеский матч              |
| 28                             | 22 мая 2002                    | Исландия                       | 1:1                            | 1                              | Товарищеский матч              |
| 29                             | 12 октября 2002                | Румыния                        | 1:0                            | —                              | Чемпионат Европы 2004 (отбор)  |
| 30                             | 18 февраля 2004                | Северная Ирландия              | 4:1                            | 1                              | Товарищеский матч              |
| 31                             | 31 марта 2004                  | Сербия и Черногория            | 1:0                            | —                              | Товарищеский матч              |
| 32                             | 28 апреля 2004                 | Россия                         | 3:2                            | —                              | Товарищеский матч              |
| 33                             | 27 мая 2004                    | Уэльс                          | 0:0                            | —                              | Товарищеский матч              |
| 34                             | 18 августа 2004                | Бельгия                        | 2:2                            | 2                              | Товарищеский матч              |
| 35                             | 8 сентября 2004                | Беларусь                       | 1:1                            | 1                              | Чемпионат мира 2006 (отбор)    |
| 36                             | 9 октября 2004                 | Шотландия                      | 1:0                            | —                              | Чемпионат мира 2006 (отбор)    |
| 37                             | 13 октября 2004                | Словения                       | 3:0                            | —                              | Чемпионат мира 2006 (отбор)    |
| 38                             | 16 ноября 2004                 | Австралия                      | 2:2                            | 2                              | Товарищеский матч              |
| 39                             | 30 марта 2005                  | Молдова                        | 0:0                            | —                              | Чемпионат мира 2006 (отбор)    |
| 40                             | 4 июня 2005                    | Италия                         | 0:0                            | —                              | Чемпионат мира 2006 (отбор)    |
| 41                             | 17 августа 2005                | Швейцария                      | 0:2                            | 2                              | Товарищеский матч              |
| 42                             | 3 сентября 2005                | Словения                       | 3:2                            | 2                              | Чемпионат мира 2006 (отбор)    |
| 43                             | 7 сентября 2005                | Шотландия                      | 1:2                            | 2                              | Чемпионат мира 2006 (отбор)    |
| 44                             | 8 октября 2005                 | Молдова                        | 1:0                            | —                              | Чемпионат мира 2006 (отбор)    |
| 45                             | 12 октября 2005                | Беларусь                       | 1:0                            | —                              | Чемпионат мира 2006 (отбор)    |
| 46                             | 12 ноября 2005                 | Чехия                          | 0:1                            | 1                              | Чемпионат мира 2006 (отбор)    |
| 47                             | 16 ноября 2005                 | Чехия                          | 0:1                            | 1                              | Чемпионат мира 2006 (отбор)    |
| 48                             | 1 марта 2006                   | Сенегал                        | 1:2                            | 2                              | Товарищеский матч              |
| 49                             | 24 мая 2006                    | Парагвай                       | 2:2                            | 2                              | Товарищеский матч              |
| 50                             | 1 июня 2006                    | Республика Корея               | 0:0                            | —                              | Товарищеский матч              |
| 51                             | 16 августа 2006                | Бразилия                       | 1:1                            | 1                              | Товарищеский матч              |
| 52                             | 2 сентября 2006                | Венгрия                        | 4:1                            | 1                              | Чемпионат Европы 2008 (отбор)  |
| 53                             | 6 сентября 2006                | Молдова                        | 2:0                            | —                              | Чемпионат Европы 2008 (отбор)  |
| 54                             | 7 октября 2006                 | Греция                         | 0:1                            | 1                              | Чемпионат Европы 2008 (отбор)  |
| 55                             | 24 марта 2007                  | Босния и Герцеговина           | 1:2                            | 2                              | Чемпионат Европы 2008 (отбор)  |
| 56                             | 28 марта 2007                  | Турция                         | 2:2                            | 2                              | Чемпионат Европы 2008 (отбор)  |

Итого: 56 матчей / пропущено 47 голов; 23 победы, 20 ничьих, 13 поражений.